# Yumeshima
Pour une île artificielle de la Baie de Tokyo, voir Yumenoshima.
Yumeshima (夢洲), signifiant « l'île de rêve », est une île artificielle de la baie d'Osaka (dans le Konohana-ku (此花区), l'un des 24 arrondissements d'Osaka,  au Japon, près de l'embouchure du fleuve Yodo. Une fois terminée, l'île couvrira 390 hectares.
Il s'agit du site de l'Expo 2025, une exposition universelle qui se déroule du 13 avril au 13 octobre 2025.

## Aperçu
Ce site est situé au sud-ouest de l'île de Maishima (en), à l'extrémité ouest de la ville d'Osaka. C'est l'une des trois zones insulaires artificielles du plan « Technoport Osaka » décidé en 1988 pour créer un nouveau centre-ville.
Deux terminaux à conteneurs de haut niveau (profondeur de 15 mètres) ont été construits au sud de Yumeshima, mais en 2023, la majeure partie de la zone est encore inoccupée. L'extrémité sud de Yumeshima se positionne comme un centre logistique. Au début des années 2000, l'île a été proposée comme village olympique dans le cadre de la candidature d'Osaka aux Jeux olympiques d'été de 2008.

### Expo 2025

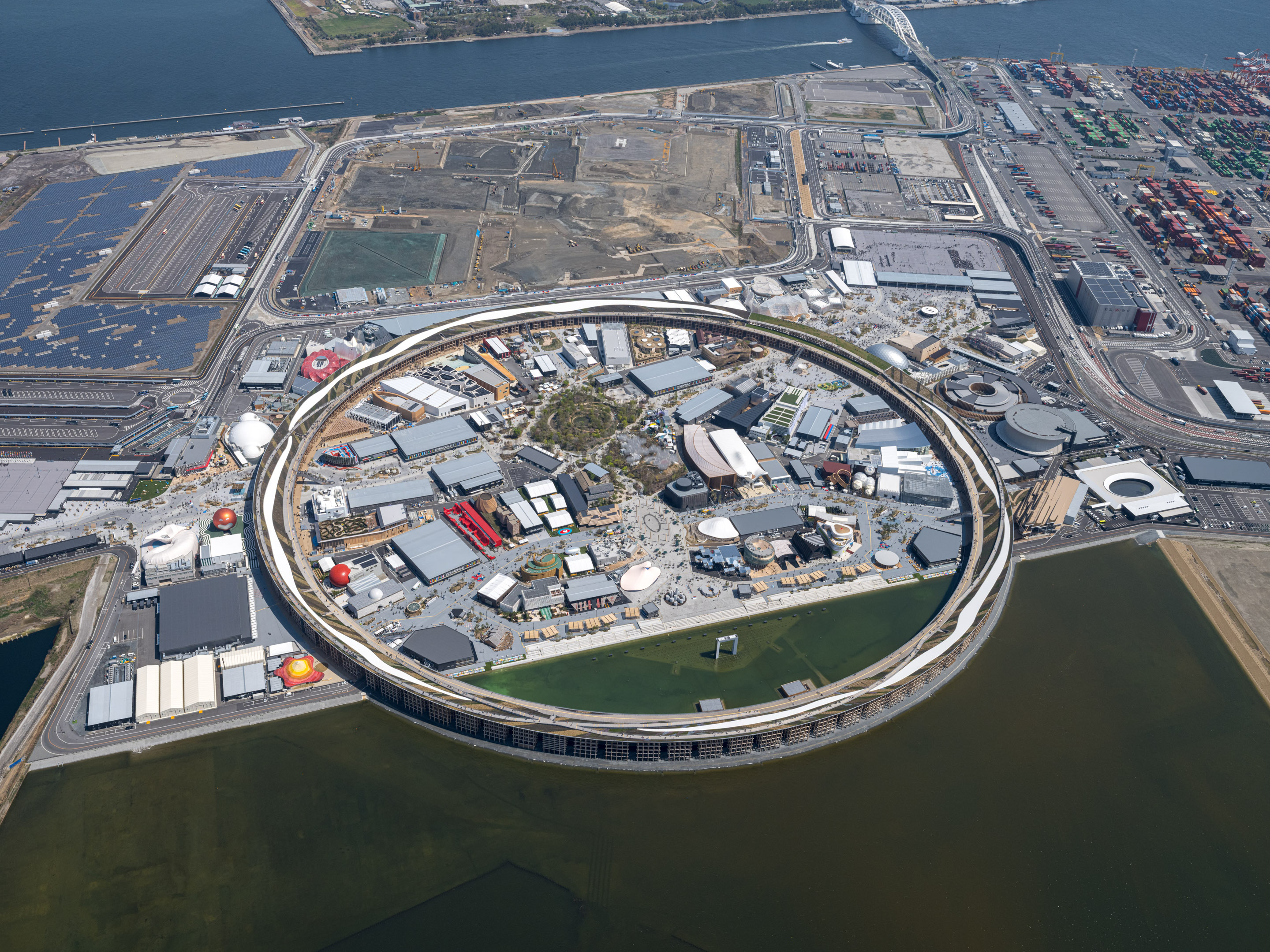
Le Grand Anneau de l'Expo 2025.

Le 24 avril 2017, Osaka s'est portée candidate pour accueillir l'Exposition universelle de 2025, avec Yumeshima comme possible lieu – sur le thème « Concevoir la société du futur pour nos vies ». La ville est retenue le 23 novembre 2018 pour une exposition universelle qui durera six mois. L'expo 2025 s'y déroule actuellement, jusqu'au mois d'octobre 2025.

### MGM Osaka
En avril 2014, le gouverneur Ichirō Matsui de la préfecture d'Osaka a annoncé qu'il promouvrait Yumeshima comme site candidat pour un complexe hôtelier intégré avec casino. Yumeshima sera l'emplacement du MGM Osaka qui sera le premier complexe intégré et casino commercial du Japon. La construction du complexe a commencé en avril 2025.

## Histoire
- 1977 : permis de début de stockage de matériaux, puis création d'une zone de dépôt[10],[11].
- 1991 : lancement de la constitution de l'île[12].
- 2002 : ouverture du pont Yumemai (en) et inauguration du terminal à conteneurs de Yumeshima.
- 2009 : ouverture du tronçon routier du tunnel Yumesaki (en).
- 2025 : début de l'exposition[7],[12] ainsi que de la construction du MGM Osaka[9].

## Transport

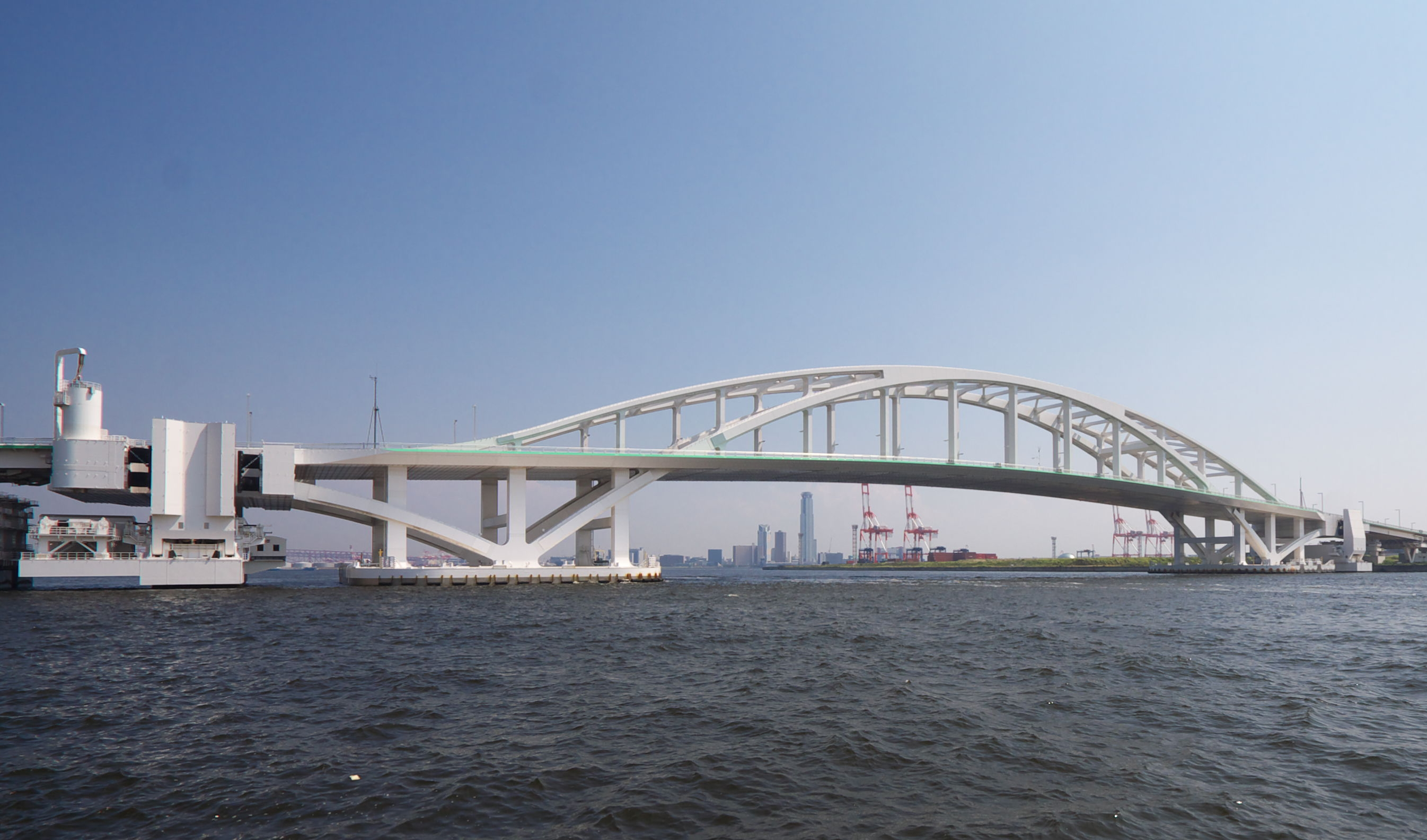
Le pont Yumemai

Les îles Yumeshima et Maishima sont reliées entre elles via le pont Yumemai (en). Yumeshima et Sakishima sont reliées par le tunnel Yumesaki (en). Aucun piéton ni vélo ne sont autorisés dans le tunnel. Des transports en commun et un bus touristique s'arrêtent à la station Cosmosquare. Il existe des projets pour étendre la ligne Chūō, la ligne Sakurajima et la ligne Keihan Nakanoshima vers le futur complexe. Le trajet depuis la gare d'Osaka est d'environ 30 minutes.